# De forheksede Støvler
De forheksede Støvler er en dansk stumfilm fra 1917, der er instrueret af Lau Lauritzen Sr. efter manuskript af Alfred Kjerulf.

## Handling
Denne artikel mangler et handlingsreferat. Hjælp os med at skrive det.

## Medvirkende
- Frederik Buch - Grosserer Nicolaj Nuttekær
- Olga Svendsen - Nuttekærs frue
- Lauritz Olsen - Ole Langfinger
- Agnes Andersen - Frøken Esmaralda